# جيوسيبي سانينو
جيوسيبي سانينو (بالإيطالية: Giuseppe Sannino) (30 أبريل 1957 في إيطاليا - ) هو مدرب كرة قدم ولاعب كرة قدم إيطالي في مركز الوسط. لعب مع نادي ترينتو ونادي سبيزيا ونادي فاريسي ونادي فوغيريزي 1919 ‏ وVigevano Calcio ‏ ونادي فيرتوس إينتيلا وايه سي فانفولا 1874 واتحاد بافيا لكرة القدم.
وحاليا يجري مفاوضات متقدمه لتولي تدريب النادي الاهلي الليبي خلفاً لمدربة المستقيل.

## وصلات خارجية
- جيوسيبي سانينو على موقع قاعدة بيانات كرة القدم.إي يو (الإنجليزية)
- جيوسيبي سانينو على موقع عالم كرة القدم.نت (الإنجليزية)